# Tomohiko Ikoma
Tomohiko Ikoma (生駒 友彦, Ikoma Tomohiko, né le 25 août 1932 à Préfecture de Hyogo au Japon) est un footballeur japonais.